# Шахта имени Костенко
Шахта имени И. А. Косте́нко — крупнейшее угледобывающее предприятие угольного департамента компании АО «АрселорМиттал Темиртау». Шахта расположена в городе Караганда, Казахстан. В 1980-е годы — одна из крупнейших шахт Карагандинского угольного бассейна. Названа в честь Ивана Акимовича Костенко — одного из освоителей Карагандинского бассейна, управляющего трестом «Карагандауголь».

## История
Шахта была заложена 18 мая 1934 года, когда были извлечены первые тонны грунта при закладке шахтного ствола. 8 мая 1942 года недостроенная шахта была сдана в эксплуатацию. В годы Великой Отечественной войны работала по временной схеме разработки.
26 мая 1952 года была введена в строй первая очередь шахты с проектной мощностью 750 тыс. тонн угля в год. В 1962 году была введена вторая очередь такой же мощности.
1 января 1968 года к шахте имени Костенко была присоединена шахта № 86/87 с последующей реконструкцией и увеличением производственной мощности до 3 млн 200 тысяч тонн.
В 1984 было выдано наибольшее количества угля за всю историю шахты 3 млн 942 тысячи тонн. 7 мая 1992 года коллективом шахты была выдана 100 миллионная тонна угля.
За высокопроизводительный, самоотверженный труд коллектив шахты в 1971 году награждён орденом Ленина.
В 1996 году шахта имени Костенко вошла в состав угольного департамента ОАО «Испат Кармет» международной компании «Испат Интернейшнл», ныне АО «АрселорМиттал Темиртау».
1 января 1998 года к шахте имени Костенко присоединена шахта «Стахановская». Производственная мощность объединённой шахты составляет 2 500 тысяч тонн.
28 октября 2023 года около 2 часов 33 минут ночи на шахте произошёл взрыв. По состоянию на 30 октября 2023 года в 9:59 было известно о 252 выведенных шахтёров из 252, тела 46 уже обнаружены.

3 марта 2024 года компания Qarmet (новый владелец компании) сообщила, что готовится установить памятник в память о погибших в тот день шахтёрах.

## Деятельность

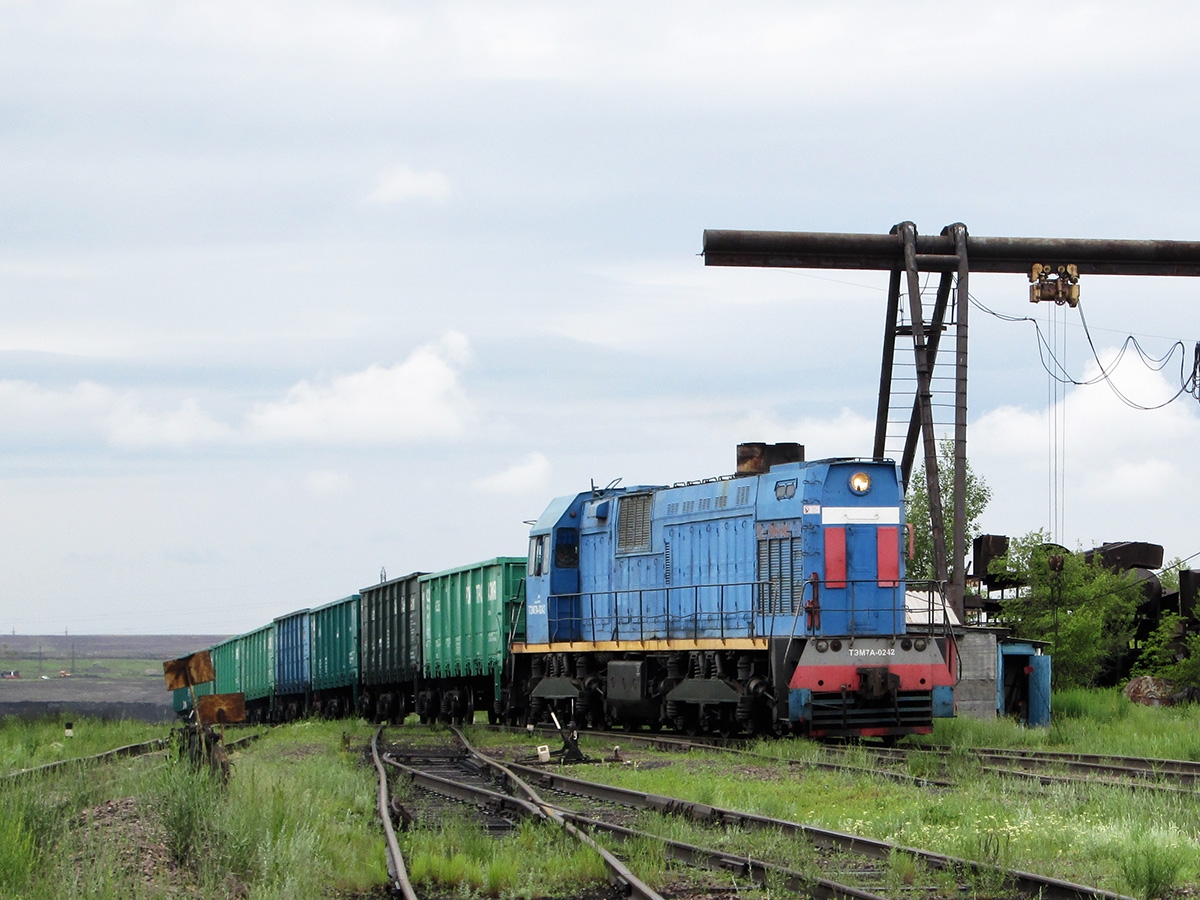
Тепловоз ТЭМ7 в районе шахты им. Костенко

За годы работы в составе УД АО «АрселорМиттал Темиртау» шахтой им. Костенко добыто 16,5 млн тонн угля, пройдено более 47 км горных выработок.
Площадь горного отвода — 1370 га. Горные работы ведутся на глубине более 840 м на пяти рабочих горизонтах, вскрытых 8-ю вертикальными стволами. Протяжённость горных выработок составляет более 100 км. Шахта разрабатывает 8 пластов Карагандинской свиты.
Подготовка шахтного поля — этажная, система разработок — длинные столбы по простиранию и по падению.
Шахта опасна по внезапным выбросам угля и газа. Все угольные пласты опасны по взрывчатости угольной пыли. Способ проветривания — всасывающий.
Трудовую деятельность на шахте имени Костенко начинал будущий аким Карагандинской области Пётр Петрович Нефёдов.